# Curt Frankenstein
Curt Frankenstein (geboren 11. März 1922 in Hannover; gestorben 4. Januar 2009 in Wilmette, Cook County, Illinois) war ein amerikanischer Zeichner, Maler und Lithograph deutscher Herkunft.

## Leben
Curt Frankenstein wurde als erstes Kind des jüdischen Einzelhandelskaufmanns Carl Frankenstein und seiner evangelischen Ehefrau in Hannover geboren, wo er in einer behüteten Umgebung an der Podbielskistraße und der Eilenriede aufwuchs. Er hatte einen zwei Jahre jüngeren Bruder. Die Familie war nicht religiös. 1937 zog sie wegen der geschäftlichen Pläne des Vaters nach Halle (Saale). Nachdem die Nationalsozialisten an die Macht gekommen waren, musste Curt in der Schule als sogenannter Halbjude Diskriminierung erleben. Sein Ziel einer künstlerischen Ausbildung nach dem Schulbesuch war ihm verbaut; selbst eine Lehre als Schaufensterdekorateur konnte er nur beginnen, weil er in einem jüdischen Kaufhaus in Halle nominell als Kaufmannslehrling eingestellt wurde.
Sein Vater wurde im Zuge der Reichspogromnacht 1938 verhaftet und ins KZ Sachsenhausen verschleppt. Nach seiner Entlassung bemühte er sich sofort, allerdings erfolglos, um die Auswanderung mit seiner Familie nach Uruguay; stattdessen gelangte er im April 1939 auf einen Transport nach Shanghai. Curt Frankenstein wollte auf keinen Fall in Deutschland bleiben, und seine Mutter besorgte für ihn eine reguläre Schiffspassage im Mai 1939 von Triest nach Shanghai, wo er, mittellos, noch vor seinem Vater ankam und unter desaströsen Lebensbedingungen im Shanghaier Ghetto lebte. Sein talentiertes Zeichnen und Malen halfen ihm, sich unter abenteuerlichen Bedingungen in Shanghai über Wasser zu halten. Durch sein zeichnerisches Talent errang er dort die Aufmerksamkeit und Sympathie eines Captains der US Navy, der ihm ein B’nai-B’rith-Stipendium für die American Academy of Art in Chicago besorgte und ihm damit 1947 die Immigration in die Vereinigten Staaten ermöglichte.

## Künstlerische Entwicklung
Zeichnen war das Lieblingsfach des talentierten Schülers; auch seine Deutsch-Aufsätze illustrierte er gern mit Zeichnungen. Während der Zeit als Flüchtling in Shanghai ging er in die Lehre bei einem deutschen Künstler, Herrn Borg, für den er Ölgemälde im europäischen Stil, Landschaften und Stillleben anfertigte, die dieser gut an die Chinesen verkaufen konnte. Mit pittoresken Bildern von US-Kriegsschiffen im Hafen von Shanghai am Ende des Zweiten Weltkriegs, die bei amerikanischen Marinesoldaten als „Souvenirs“ begehrt waren, macht er sich quasi selbständig.
In den Vereinigten Staaten genoss er eine traditionelle akademische Kunstausbildung von 1947 bis 1951 an der American Academy of Art in Chicago, dann einige Zeit später am Otis Art Institute (heute Los Angeles County Museum of Art) in Los Angeles, wo er mehr figürliches Zeichnen lernte. Nach anderthalb Jahren ging er zurück nach Chicago, wo er am Art Institute als Teilzeitstudent figürliche Malerei belegte, nebenher in einer Werbeagentur seinen Lebensunterhalt verdiente und zu Hause noch malte. Finanziellen Erfolg hatte er als Künstler erstmals 1957, als er Kunstwerke auf der 57th Street Art Fair verkaufen konnte. Fortan besuchte er etwa sechs Messen im Jahr, from Pittsburgh to Kansas City, and in all the cities in between, und das noch bis in seine letzten Lebensjahre. In seiner Heimatstadt Wilmette, wo er mit seiner Frau Renate lebte, hatte er ein großzügiges Atelier und eine eigene Druckwerkstatt.
In den 1950er Jahren wandte er sich von der eher repräsentativen Kunst ab und der surrealistischen Malerei zu. Es war ihm wichtig, „dem Betrachter meiner Bilder eine Geschichte zu erzählen“. Die Realität in eine Traumwelt zu befördern, das war bevorzugtes Thema seiner oft hintersinnigen Bilder.